# Quo vadis (regény)
A Quo vadis Henryk Sienkiewicz Nobel-díjas lengyel író regénye, amely az ókori Rómában, a Nero-féle keresztényüldözések idején játszódik. A könyv 1896-os megjelenését követően hamarosan világsikert ért el: még abban az évben megjelent angol nyelven, egy évvel később oroszul és csehül, 1898-ban olaszul és németül adták ki, 1899-ben következett a dán, örmény, portugál kiadás, egy XIII. Leó pápának ajánlott latin nyelvű változat, és megjelent eszperantóul is. Noha a köztudatban az él, hogy Sienkiewicz ennek a regénynek köszönheti a Nobel-díjat, a hivatalos indoklás szerint „kiemelkedő epikai munkásságáért” tüntették ki.

## A cím jelentése

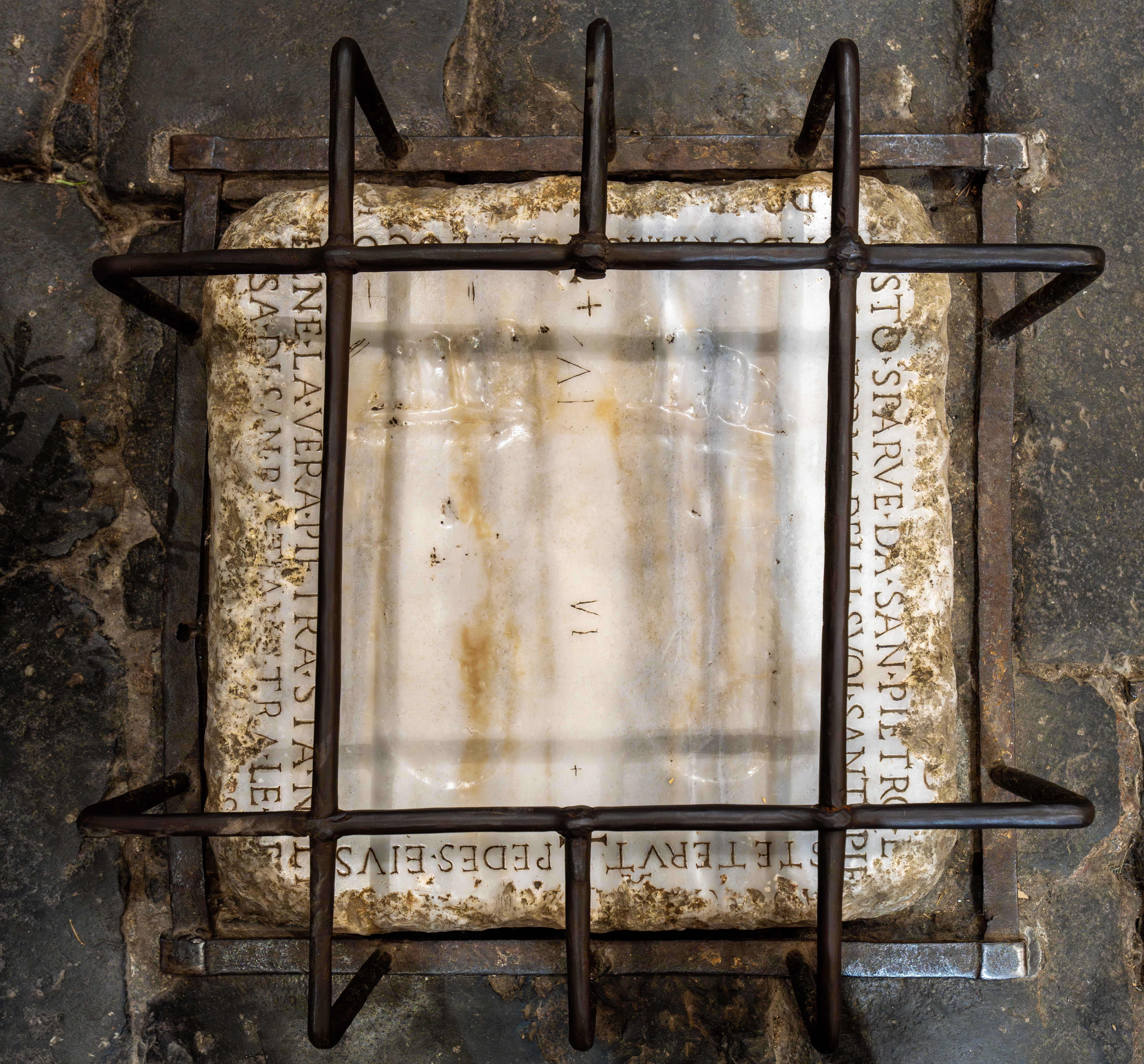
Jézusnak tulajdonított lábnyom a Quo Vadis Domine templomban

A Péter apostol cselekedetei című apokrif iratban fennmaradt hagyomány szerint Péter apostol, menekülni akarván a rá váró vértanúság elől, kifelé indult Rómából, találkozott Jézussal, és megkérdezte tőle: Domine, quo vadis? azaz „Uram, hová mész?” Jézus azt válaszolta, hogy Rómába megy, vállalja a megfeszíttetést Péter helyett. Ekkor Péter visszatért a városba, ahol a kereszthalál várt rá.
A találkozás helyén, a Via Appián egy kis templom, a Santa Maria in Palmis-templom őrzi a hagyományt.
A mondás megjelenik János evangéliumában is (Jn 13,36), ahol Péter kérdezi Jézustól: „Uram, hová mégy? Felele néki Jézus: A hová én megyek, most én utánam nem jöhetsz; utóbb azonban utánam jössz.”

## Történelmi események

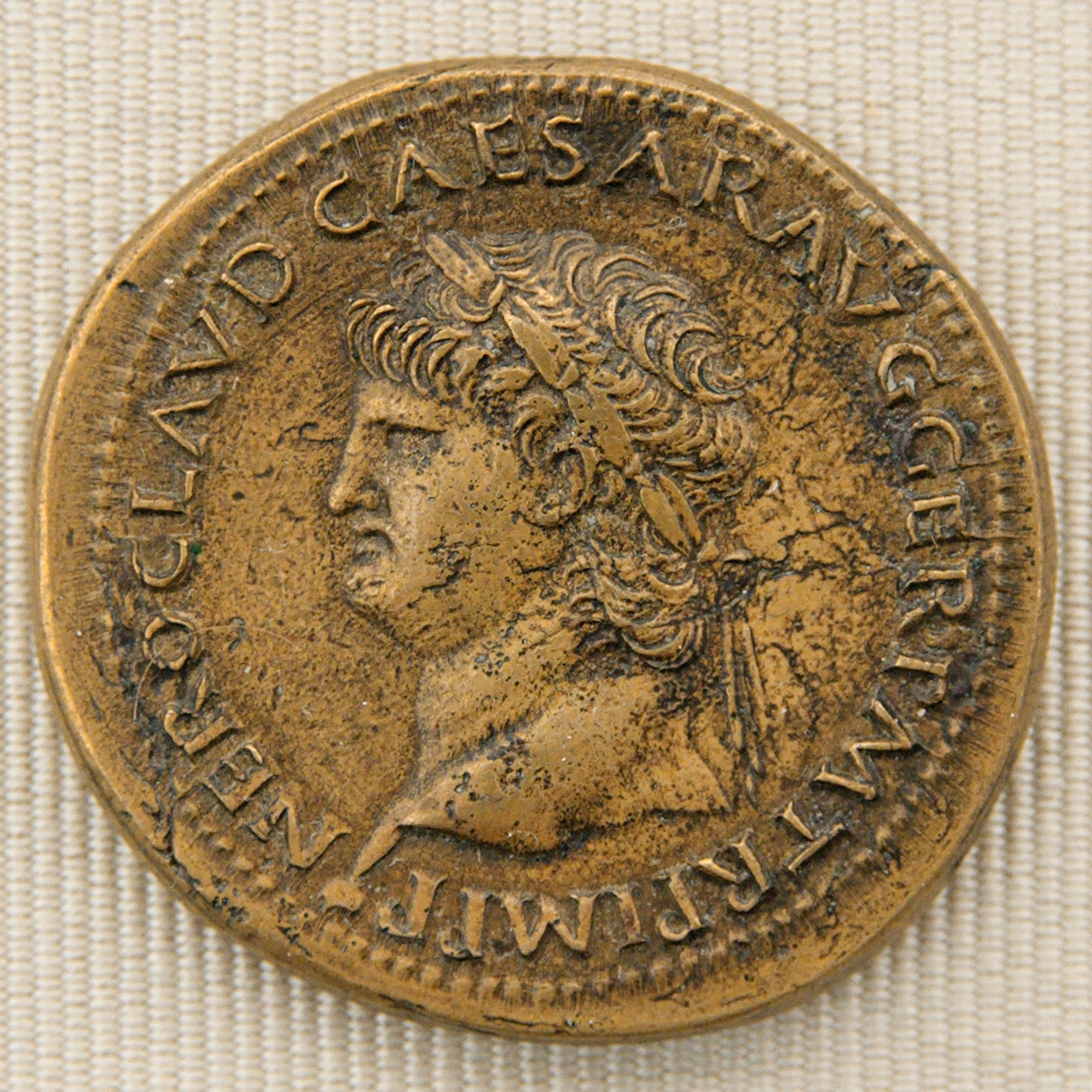
Sestertius Nero arcmásával, Kr. u. 65

A cselekmény Nero uralkodásának utolsó szakaszában játszódik, amikor a császár elvesztvén az előkelőségek támogatását, a plebs körében igyekezett népszerűséget szerezni élelemosztással és látványosságok rendezésével. Sienkiewicz regényében több eseményt ábrázol ebből a korszakból, ezek közül egyesek hitelessége kétséges.
- 57-ben Pomponia Graecinát valóban megvádolták „idegen babonaságok” gyakorlásával, amely kifejezéssel általában a kereszténységet illették. Mindazonáltal nincs egyértelmű bizonyíték arra, hogy milyen vallásról volt szó. Az ősi római hagyománynak megfelelően házi bíróság ítélkezett felette, ahol is férje, Aulus, a pater familias felmentette. A római katakombákban talált feliratokból azonban arra lehet következtetni, hogy családtagjai valóban keresztények voltak.[12]
- Vespasianus valóban elaludt Nero dala közben, a következő napon pedig nem engedték be a palotába, ezért vidékre vonult vissza.[13]
- Claudia Augusta, Nero egyedüli gyermeke, négy hónapos korában halt meg 63-ban.[14]
- Róma égését 64. július 18-áról 19-re virradó éjjel a regény szerint maga Nero rendelte el, erre azonban nincs kétségtelen bizonyíték. Suetonius és Cassius Dio szerint a Trója kirablása című eposzt szavalta színpadi öltözékben, míg a lángokban gyönyörködött.[15] Tacitus Annalesei szerint az égésért a keresztényeket tették felelőssé.[16]
- Petronius Arbiter 66 tavaszán öngyilkos lett, miután hamisan megvádolták a Piso-összeesküvésben való részvétellel.[17]

## Szereplői
- Marcus Vinicius, a történelmi Marcus Vinicius consul kitalált fia, Petronius unokaöccse, katonai tribunus és római patrícius.
- Lygia, eredeti nevén Kallina (kitalált szereplő), a lugiak királyának lánya, aki túszként érkezik Rómába.
- Petronius, akit „arbiter elegantiarum"-ként (a választékos ízlés mestere) ismernek, Bithünia korábbi consulja.
- Eunice (kitalált szereplő), Petronius spanyol rabszolganője.
- Chilon Chilonides (kitalált szereplő), sarlatán.
- Nero római császár
- Tigellinus, a pretoriánusok prefectusa
- Poppaea Sabina, Nero felesége.
- Akté, Nero rabszolgája és korábbi szeretője.
- Aulus Plautius római parancsnok, aki részt vett Britannia meghódításában.
- Pomponia Graecina, Aulus felesége.
- Ursus (kitalált szereplő), Lygia testőre.
- Péter apostol
- Pál apostol
- Linus, római püspök

## Értékelése
Noha a regény óriási sikert aratott, és a legtöbb európai nyelvre lefordították, Sienkiewicz csodálói úgy vélték, hogy a Quo vadis nem éri el az író más műveinek színvonalát.
Az első francia kritikusok majdnem egyöntetűen támadták a művet, mivel egyrészt a francia piacot féltették az idegen nyelvű könyvsikerek importjától, másrészt (beállítottságuktól függően) a regény szellemiségét és minőségét kifogásolták. A keresztények túl profánnak, a szkeptikusok túl kereszténynek tartották, az ókori Róma történetével foglalkozók szerint nem volt eléggé ókori és nem volt eléggé római, az Action française egyes képviselői pedig Sienkiewiczben lengyel kereszténynek álcázott zsidót gyanítottak.
A magyar megjelenést követően 1901-ben Ady Endre szuperlatívuszokban írt a regényről: „Olyan szép könyv, olyan nagy, csodás könyv a Sienkiewicz könyve…” A Nyugat köreiben azonban több kritikusnak volt az a véleménye, hogy a Quo vadis inkább a giccs kategóriájába sorolható: „…igen rossz könyv – majdnem olyan rossz könyv, mint a Quo Vadis” (Ignotus); „csaknem Ohnet tógában” (Fenyő Miksa).Kosztolányi Dezső középszerű írásműnek tartotta, Babits Mihály pedig tudatosan hagyta ki a szerzőt Az európai irodalom története című munkájából: „Mellőztem a divat által időről időre fölkapott írókat is, Sienkiewicztől Galsworthyig.”

## Magyarul
- Quo vadis? Regény 1–2.; ford. Erényi Nándor; Márkus Ny., Budapest, 1901
- Quo vadis? Történeti regény Nero császár korából, 1–2.; ford. Szekrényi Lajos; fordítói, Budapest, 1901
- Quo vadis? Regény Nero császár idejéből; ifjúsági és családok számára készült a szerző életrajzával, bev., jegyz.; Pesti Ny., Budapest, 1901
- Quo vadis? átdolg. kiad.; Szt. István Társulat, Budapest, 1925
- Quo vadis? ford. Mészáros István; Európa, Budapest, 1957
- Quo vadis?; szerk., átdolg. Dér Gyula; Ecclesia, Budapest, 1970
- Quo vadis ford. Murányi Beatrix; Magyar Könyvklub, Budapest, 2002

## Filmfeldolgozásai

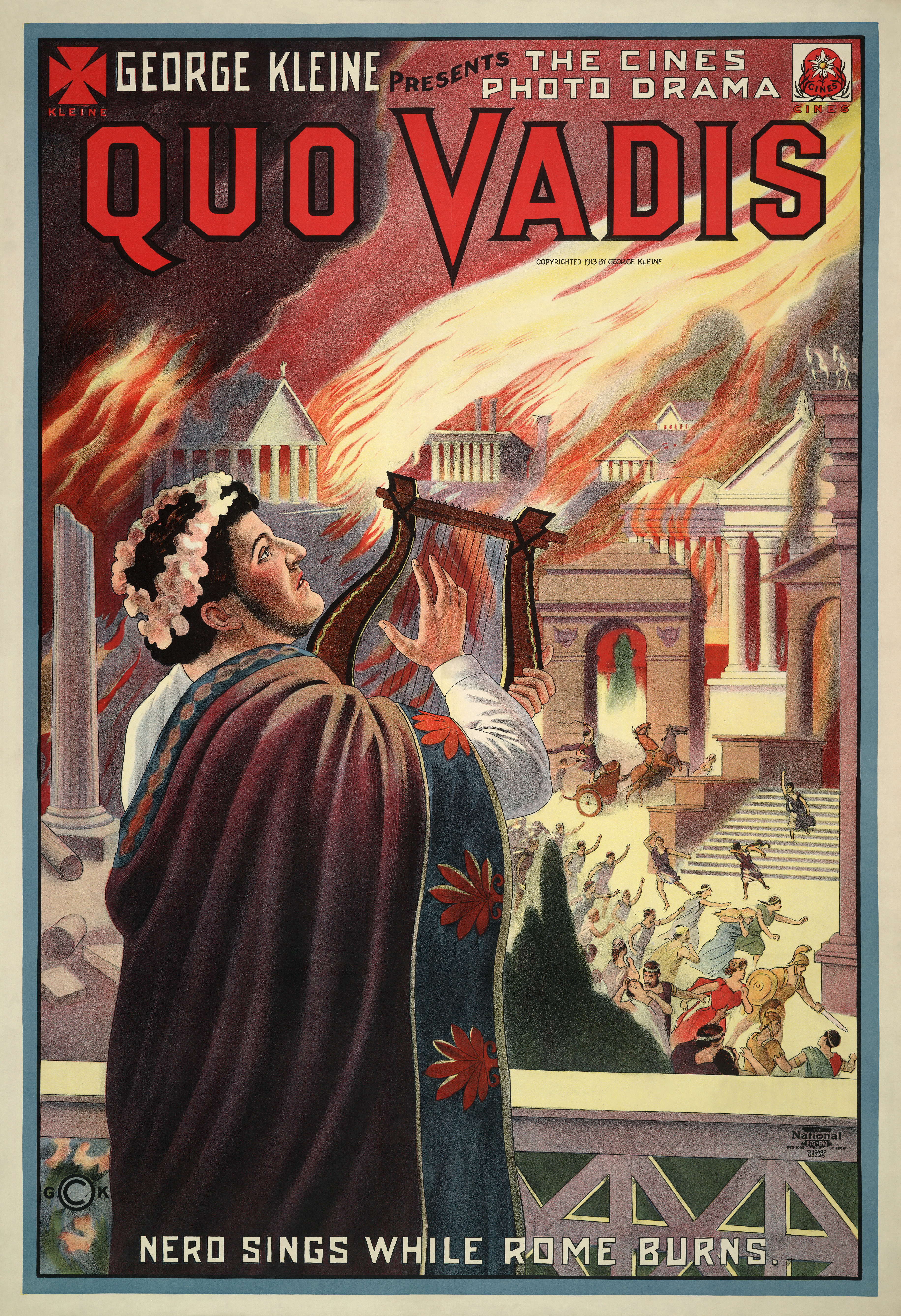
Az 1912-es film amerikai plakátja

A regény első filmfeldolgozását Lucien Nonguet és Ferdinand Zecca rendezők készítették 1902-ben. Ezt követően még két némafilm készült 1912-ben, Enrico Guazzini, illetve 1925-ben, Gabriellino D’Annunzio és Georg Jacoby rendezésében. Az 1912-es film, amelyet 1913-ban mutattak be az Egyesült Államokban, volt az egyik elindítója a látványos történelmi filmek divatjának: rengeteg statisztával, valódi oroszlánokkal és kocsihajtóversennyel nyűgözte le a nézőket.
Mindmáig leghíresebb Mervyn LeRoy 1951-ben készült filmje, amelyben Marcus Vinicius szerepét Robert Taylor, Lygia szerepét Deborah Kerr, Nerót pedig Peter Ustinov játszotta. A filmet nyolc Oscar-díjra jelölték és Ustinov 1952-ben Golden Globe-díjat nyert alakításáért, mint legjobb férfi mellékszereplő.
Az 1985-ben készült, Franco Rossi rendezte olasz televíziós sorozatban szintén a mellékszerepeket alakították híres színészek: Nerót Klaus Maria Brandauer játszotta, Péter apostol alakját pedig Max von Sydow. 2001-ben Jerzy Kawalerowicz rendezésében lengyel film készült, amelyet II. János Pál pápa jelenlétében a Vatikánban mutattak be.